# Het zwarte paard
Het zwarte paard is het twaalfde verhaal uit de reeks Dag en Heidi.  Het werd in 1980 uitgegeven door de Standaard Uitgeverij als eerste album uit een reeks van zestien. Daarmee is het het eerste verhaal dat meteen in albumvorm is verschenen en niet eerst in een weekblad zoals de voorgaande. In 1986 werd het album met een aangepaste cover heruitgegeven door Den Gulden Engel.

## Personages
- Dag
- Heidi
- Tante Karin
- Wim
- Bliksem/Satan
- Frank
- Rochus
- Herbert van Valkenburg

## Verhaal
Dag is erg ontgoocheld dat hij door ziekte niet met zijn oom mee kan gaan varen. Als hij zich wat beter voelt, neemt zijn pleegmoeder tante Karin hem mee naar de stad. Hij heeft namelijk nieuwe schoenen nodig. Dag is erg blij met zijn nieuwe schoenen. Heidi merkt echter dat Dag vaak weg is en afwezig met zijn gedachten. Ze bedenkt een plan om er achter te komen waar haar broer steeds uithangt. Op een dag doet ze alsof ze ligt te slapen. Als Dag het huis verlaat, volgt ze hem ongemerkt.
Verrast ziet ze hoe Dag over zijn nieuwe schoenen wrijft waarna een zwart paard aan komt galopperen. Het paard dat hij Bliksem heeft gedoopt, is volledig gehoorzaam aan Dag. Dit komt omdat het leder van zijn schoenen magisch is. Oorspronkelijk was het echter een lederen beurs. De schoenmaker Wim had de eigenaar van de beurs deze zien verliezen toen die laatste een ritje maakte op het zwarte paard. Wim maakte er schoenen. Degene die in het bezit is van het leder, is de meester van het paard.
Als die nacht Dag een nachtmerrie heeft waarbij hij ziet hoe Bliksem van de zweep krijgt van een man in het zwart, gaat hij meteen op zoek naar het paard. Heidi volgt haar broer. De man uit Dags droom bemachtigt de schoenen van Dag en verkrijgt zo weer het meesterschap over het paard dat hij Satan noemt. Hij beveelt het paard om Dag en Heidi weg te brengen naar een burcht. Hoewel Bliksem dit niet wil, kan hij zich niet verzetten tegen de wil van de slechte man die Rochus heet. Dag en Heidi kunnen de burcht niet zomaar verlaten omdat deze op een eiland ligt en het water dat hen van het vasteland is te wild. Via een list en de indirecte hulp van Bliksem kunnen de kinderen Rochus misleiden en slagen er in om via een kabellift van het eiland af te geraken.
Na lang te hebben rondgedwaald vinden ze een hut waar ze aankloppen. Deze wordt bewoond door een oude man die Frank heet. De man geeft de kinderen eten. Als hij ziet dat Dag een stuk van de teugel heeft verloren van het zwarte paard als de kinderen hun tocht willen verderzetten, wordt hij herinnerd aan het verleden. Hij vertelt de kinderen de hele geschiedenis. Het zwarte paard was eigenlijk een man die betoverd was door een magisch voorwerp. Het was Herbert van Valkenburg, een kasteelheer, en tevens de meester van Frank. Frank was destijds rentmeester en erg geïnteresseerd in oude legendes. Zo las hij op een dag in een boek over Valkenburg dat er in de kapel een lederen buidel die de bezitter magische krachten zou verlenen. Frank vond de buidel, maar voor hij kon achterhalen welke krachten deze hem kon verlenen wist de kwaadaardige neef van Herbert, Rochus, deze te verkrijgen. Rochus leek immers als twee druppels op Herbert waardoor Frank dacht met zijn meester te maken te hebben. Omdat Herbert zijn neef op vals spelen bij het kaarten had betrapt en hem had weggestuurd, nam Rochus wraak door de toverspreuk op het perkament te lezen die bij de buidel zat. Hierdoor veranderde Herbert in een zwart paard dat verplicht was aan de bezitter van de lederen buidel te gehoorzamen.
Met de hulp van Dag en Heidi weet Frank weer in het bezit komen van het leder. Hij plaatst deze weer in de nis van de kapel waar hij deze had ontdekt. Op die manier wordt de betovering verbroken. Herbert krijgt zijn menselijke gedaante weer terug. Hij wil eerst wraak nemen op zijn neef, maar Dag kan hem overtuigen om dit niet te doen.